# ヴォロガセス1世
ヴォロガセス1世（Vologases I、? - 78年、在位：西暦51年 - 78年）は、アルサケス朝パルティアの王。アルメニア王国の継承問題でローマと争った。

## 来歴
先王ヴォノネス2世の息子であった。父王ヴォノネス2世はメディア王からパルティア王となったが、即位してすぐに死去してしまい、妾腹ながらヴォロガセス1世が跡を継ぐこととなった。
彼は即位すると、弟のパコルス2世をアトロパテネ王とし、もう1人の弟ティリダテスをアルメニア王とすべく政治工作を行った。アルメニア内部の不満分子を扇動し、アルメニア王ラダミストゥスの排除に成功したヴォロガセス1世は、正妻腹の弟ティリダテス（アルメニア王としてはティリダテス1世）をアルメニア王とすることに成功した（西暦54年）。この事件はアルメニアに大きな影響力を持っていたローマを刺激し、ローマ皇帝ネロは将軍コルブロを派遣し、この問題に対応した。
一方のヴォロガセス1世は、国内で息子のヴァルダネス2世の反乱が発生した（西暦55年）他、ヴァルダネス1世の治世よりパルティアに反抗的な姿勢を取っていた従属王国の1つアディアベネの王イザテス2世とも対立が深まって開戦に至り、東方ではサカ人の侵入を受け、更にヒルカニアでも反乱が発生した。
ヴォロガセス1世は国内各地を転戦してそれぞれに対応したが、その隙に西暦58年、ローマ軍はアルメニアに侵攻し首都アルタクサタは占領されティリダテスはパルティアに逃げ帰った。ローマは新しくカッパドキア人ティグラネス6世をアルメニア王に擁立し、ローマ軍とアルメニア軍は更にアディアベネを攻撃した。アディアベネでも新しく王となっていたモノバゾス2世は一時ローマへの帰順を考えるほど劣勢に追い込まれた。しかしパルティアの援軍を受けてアディアベネはこの攻撃を跳ね返す事ができた。
この一連の戦いの後、コルブロに東方全軍へのインペリウムが授与され、本格的な攻勢をかける。そしてローマとの間にアルメニア問題についての妥協が成立した。西暦63年にヴォロガセス1世の弟ティリダテスが再びアルメニア王に復位することとなるが、戴冠はローマで皇帝ネロの手によって行い、臣従の礼をとるという条件であった。ティリダテスは各地で大歓迎を受けつつローマに赴き、以後パルティア、アルメニアとローマの間は50年以上、トラヤヌスの時代まで平穏であり続ける。
こうしてアルメニア問題では一定の成果を上げたが、ヒルカニアでの反乱の鎮圧には失敗し、ヒルカニアは事実上独立王国となっていた。更にアラン人の侵入を受けて、アルメニアやアトロパテネが略奪され、アトロパテネ王となっていた弟のパコルス2世は逃亡に追い込まれた。アラン人の脅威に対抗するためにローマに援軍を求めることまで行われた。
西暦78年に死去し、息子の1人ヴォロガセス2世が跡を継いだ。

## イラン的伝統の復興
ヴォロガセス1世の治世は、目だって「非ヘレニズム的」な文化が表にあらわれ始めた時代であった。彼はパルティアの王の中で初めてパフラヴィー語を用いてコイン銘を書かせた王である。またコインの図像にもゾロアスター教の祭壇が登場するなどしている。既にアルタバヌス2世時代末期からヴァルダネス1世時代にかけて発生していたセレウキア大反乱以後、ギリシア人ポリスは政治的影響力を著しく低下させており、非ヘレニズム的要素が文化的に強くなっていくのはこのこととも関係があると考えられる。
ヴォロガセス1世はまた首都クテシフォンの近隣に新しい都市ヴォロゲソケルタを建設し、バビロンの近隣にはヴォロゲシアス市を建設した。クテシフォン自体も拡充され、これらの都市の興隆とは対照的にセレウキアなどは衰退に向かっていく。